# Białka (rejon korosteński)
Białka (ukr. Білка) – wieś w rejonie korosteńskim obwodu żytomierski.